# District de Kourchim
Le district de Kourchim (en kazakh : Күршім ауданы) est un district du Kazakhstan-Oriental au Kazakhstan.

## Géographie
Le centre administratif du district est la ville de Kourchim.

## Démographie
Le district a une population estimée de 29 476 habitants en 2013.